# John Ljunggren
John Ljunggren, John Artur Ljunggren,"Värnamo Ljunggren" född 9 september 1919 i Forsheda, död 13 januari 2000 i Bor, Voxtorps församling, Värnamo kommun, Jönköpings län, friidrottare med gång som specialitet.

## Meriter
Tre nytt världsrekord (30 km och 50 km) åren 1951 - 1953.

### OS
John Ljunggren deltog i fem olympiska spel. Han erövrade 
- guldmedalj i gång 50 km vid OS i London 1948
- blev på samma distans 9:e man i mål vid OS i Helsingfors 1952
- bronsmedaljör vid OS i Melbourne 1956
- silvermedaljör vid OS i Rom 1960
- 25:e vid OS i Tokyo 1964.

### EM
- Vid EM 1946 i Oslo tog han en av Sveriges elva guldmedaljer, nämligen på 50 km landsväg.
- Vid EM 1950 i Bryssel blev han silvermedaljör på samma distans.

## Övrigt
John Ljunggren var yrkesverksam som kamrer och renodlad amatör som idrottsman. Han lär ha yttrat: "idrotten har givit mig allt utom pengar!" Under sina 34 år som kamrer var han aldrig borta en enda dag från jobbet på grund av sjukdom.